# Kullorsuaq
Kullorsuaq (o Kuvdlorssuaq) è un piccolo villaggio della Groenlandia di 405 abitanti (gennaio 2005); il suo nome in Kalaallisut significa il grande pollice, per via di una vicina roccia con questa forma. Si trova su un'isoletta a nord della più grande Holms; appartiene al comune di Avannaata.